# Clerodendrum parvitubulatum
Espèce
Clerodendrum parvitubulatum B.Thomas est une espèce de plantes à fleurs de la famille des Lamiacées, endémique du Cameroun.